# Bodfeld

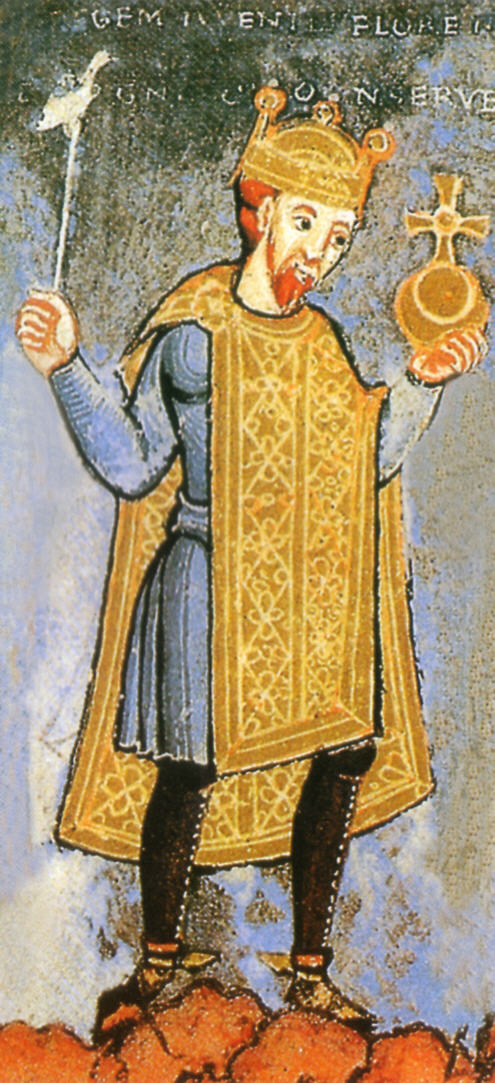
Enrico III, miniatura del 1040 circa

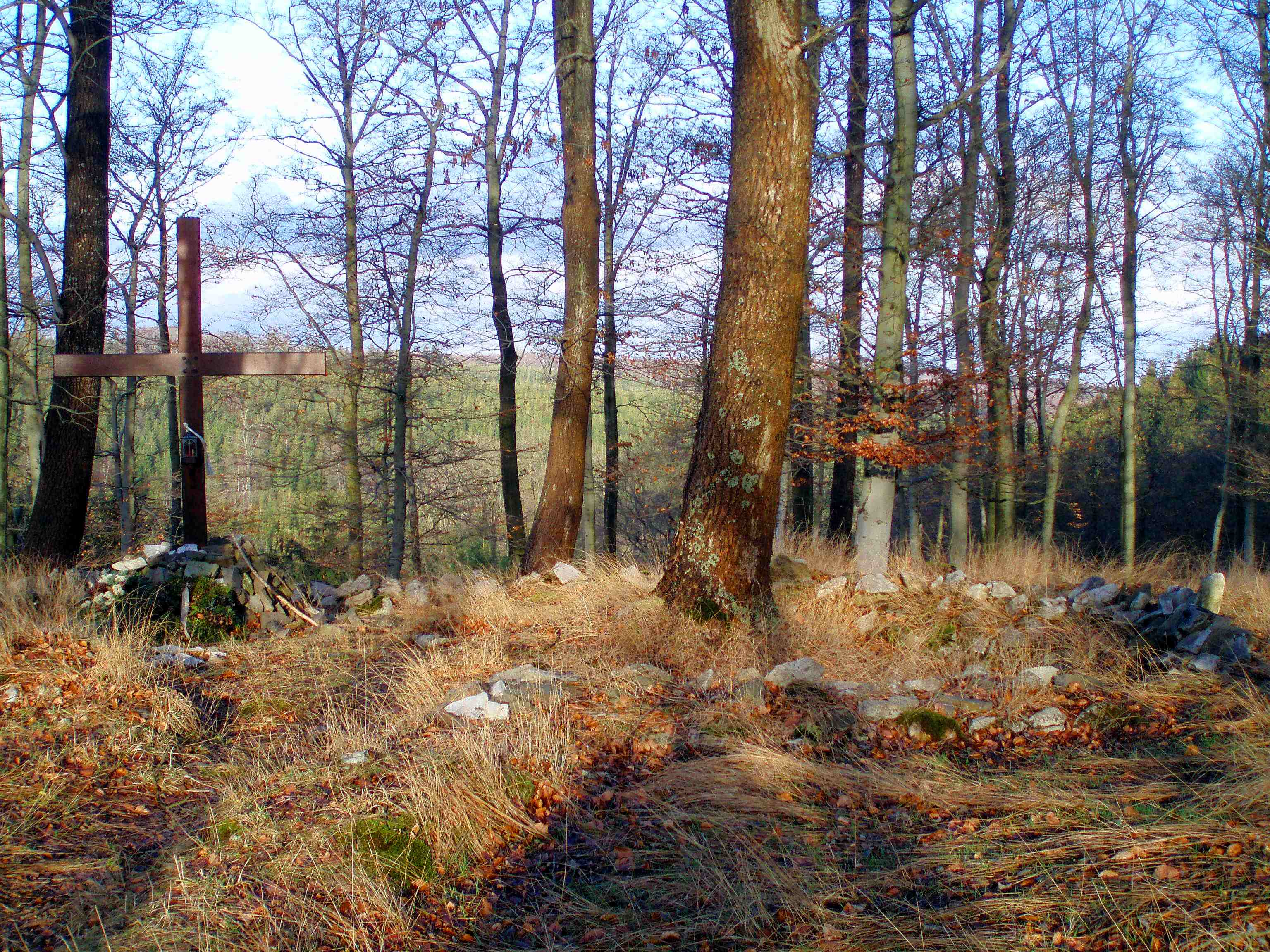
La casetta di caccia senza nome oggi

Bodfeld era un piccolo palazzo reale (in tedesco Königspfalz) che fu usata principalmente per la caccia e, quando emerse la città di Elbingerode, per l'amministrazione delle miniere nell'Harz centrale, miniere che sostenevano il potere dei re e degli imperatori ottoniani e salici nell'Europa medievale. Il termine Bodfeld è anche usato per descrivere un'area di foresta che si trova prevalentemente a sud di Elbingerode.
Oggi si sospetta che le rovine del leggendario "palazzo" di Bodfeld si trovino su uno sperone di una collina chiamato Schloßkopf a nord di Elbingerode.

## Storia
Documenti sopravvissuti documentano almeno 17 occasioni in cui re o imperatori rimasero a Bodfeld mentre cacciavano nell'Harz. Enrico l'Uccellatore soggiornò diverse volte Bodfeld, per esempio quando si ammalò nel 935. Ottone I usò Bodfeld nel 936 come residenza di caccia (Jagdhof): questo visitò Bodfeld almeno tre volte, mentre Ottone II visitò il palazzo quattro volte. Ottone III trascorse almeno quattordici giorni a Bodfeld nel 991 assieme a sua nonna Adelaide e vi tornò nel 995. Corrado II soggiornò a Bodfeld una volta e Enrico III almeno quattro volte. L'ultimo documento da lui emesso venne scritto a Bodfeld (28 settembre 1056): il sovrano morì qua dopo una malattia di sette giorni il 5 ottobre 1056 alla presenza del papa e di molti principi imperiali. Enrico IV divenne re dei tedeschi a Bodfeld nel 1056.
Verso la fine del XIII secolo la residenza di caccia reale di Bodfeld non venne più usata e la sua posizione esatta iniziò ad entrare nell'oblio. Tuttavia grazie all'intensa ricerca di Paul Höfer, il ricordo di Bodfeld fu risvegliato alla fine del XIX secolo. Dato il nome del luogo di Königshof ( Königshütte dal 1936, quando si fuse con Rothehütte), si credette erroneamente che Bodfeld fosse il castello di Königsburg, situato su una collina rocciosa sopra la confluenza del Warme e Kalte Bode. Pubblicò questa tesi più volte nella rivista dell'Associazione Harz per storia e archeologia. Altri sostennero il suo punto di vista, incluso C. Schuchhardt nella sua pubblicazione del 1924, Fortezze del primo periodo storico nella Bassa Sassonia. Nel 1933 il ricercatore Paul Grimm dimostrò che Königsburg non sarebbe mai potuto esistere nell'era dei re sassoni, ma fu costruito in seguito. La prova era il fatto che negli scavi di Königsburg non erano state trovate tracce di ceramiche rosse. In vista di ciò, Schuchhardt aveva già cambiato opinione nel 1931.
Grimm sospettò che Bodfeld fosse da un'altra parte, a nord del fiume Bode, nelle vicinanze o sul sito del villaggio abbandonato di Lüttgen-Bodfeld, la cui chiesa di sant'Andrea era stata scoperta nel XIX secolo. Tuttavia lo studioso non raggiunse una conclusione definitiva e scrisse: "La conferma della posizione esatta della casa di caccia di Bodfeld rimane oggetto di ulteriori ricerche". Nel 1940 il diplomatico Carl Erdmann mise in discussione anche la tesi di Höfer e concordò con Grimm. Altri ricercatori come Friedrich Stolberg, autore dell'opera pubblicata per la prima volta nel 1967, Fortificazione dentro e intorno all'Harz dalla storia antica al periodo moderno, ne seguì l'esempio e scrisse: "Il Königsburg vicino a Königshütte non è direttamente correlato alla palazzo reale di caccia di Bodfeld dall'altra parte del Bode". Fu solo la più moderna tecnologia fotografica aerea a infrarossi e la più recente analisi archeologica di manufatti in pietra scavata che confermarono la presenza finora sospetta di un palazzo reale di caccia del periodo ottoniano sul Schloßkopf, dalla parte superiore del Teufelsbach, nella valle Drecktal a nord-est di Elbingerode. Questa potrebbe essere il palazzo reale di caccia di Bodfeld che, tipico per il periodo della sua costruzione, fu costruita su uno sperone di collina, come anche il Königspfalz di Werla, sebbene il fiume Bode, che diede il nome al palazzo reale, si trova a circa quattro-cinque chilometri da qui. Tuttavia ciò sembra essere irrilevante perché il Bodfeld medievale era una vasta area del territorio.
In termini di aspetto, il sito sul Schlosskopf assomiglia al Pfalz di Grone costruita da Enrico l'Uccellatore. Sulla base di documenti scritti di Enrico, Carl Erdmann sostenne che il re, che fu sepolto nell'abbazia di Quedlinburg, fosse il proprietario di Bodfeld e dimostrò che "Bodfeld non si può ritenere che abbia il carattere politico di un Pfalz". Lo studioso sottolinea il fatto che i monarchi residenti a Bodfeld non venivano lì per celebrare un'importante festa della chiesa, mentre lo hanno sempre fatto in altri luoghi come Quedlinburg, Magdeburgo o Goslar. Nel 1967 Friedrich Stolberg, tuttavia, sottolineò che questo sito era legato alle altre casette di caccia sassone come Siptenfelde, e sottolineò la sua vicinanza al Königsstieg ("Sentiero del re"). Con ogni probabilità c'era anche un collegamento tra questa casa di caccia (Jagdhaus) menzionata nel 1483 e nel 1531 e il villaggio di Erdfeld sulla vecchia strada militare di Halberstadt, menzionata nel 1343 in un documento del conte della dinastia Regenstein e che si trovava a solo 1 chilometro e mezzo di distanza. Erdfeld venne abbandonato nel tardo Medioevo a favore del vicino Elbingerode.
A. Behrens, storico e archeologo dell'edilizia, ha condotto ricerche più recenti e ora abbiamo un quadro dell'intero sito grazie alle sue ricerche archeologiche. C'è un pannello informativo sul sito che mostra che la struttura era estesa ma difendibile; aveva una cappella, due torri rotonde, una grande sala, una seconda sala riunioni, altri edifici residenziali, una portineria e muri in pietra su due lati.

## Foresta di Bodfeld
Bodfeld è anche il nome di un'area di foresta che Enrico II cedette all'abbazia di Gandersheim nel 1009 come parte di uno scambio. I suoi confini possono essere dedotti da una lettera della badessa Sofia di Gandersheim. Secondo la lettera, quest'area forestale si estendeva da Braunlage a ovest a Elbingerode a nord-est e a Stiege e Beneckenstein a sud.

## Altre località di caccia nell'Harz
- Siptenfelde:Ottone I emanò qui due documenti
- Hasselfelde: Enrico III soggiornò qui almeno due volte